# SECOND NAVIGATION
『スペクトラム4 SECOND NAVIGATION』（スペクトラムフォー セカンド・ナビゲーション）は、1981年6月21日にビクター音楽産業から発売されたスペクトラムのアルバム。

## 概要
本アルバムから作曲がスペクトラム名義ではなくメンバー個人の名義になった。また、ジャケット表面に初めてメンバーの写真（それも特徴的なステージ衣裳ではなく普段着に近い姿のもの）が使用された。解散決定後発売のアルバムで、表題曲「Second Navigation」の歌詞にも、各人の旅立ちが示唆されている。全曲シングルを狙ったとのコピー通り、各曲の完成度は高いが曲調はバラバラであり、後に発売された『SPECTRUM BRASSBAND CLUB』の内容（新田主導のバラエティ企画盤だった）との余りにも大きな違いから、メンバー間（特に新田と他メンバー）の確執が表面化する形になってしまった。

## 収録曲
| 全編曲: スペクトラム。 |                            |              |          |
| #                      | タイトル                   | 作詞         | 作曲     |
| 1.                     | 「Night Night Knight」     | 巻上公一     | 渡辺直樹 |
| 2.                     | 「Summertime Story」       | 宮下康仁     | 西慎嗣   |
| 3.                     | 「Paradice」               | スペクトラム | 奥慶一   |
| 4.                     | 「Never Can Say Good-bye」 | 篠塚満由美   | 渡辺直樹 |
| 5.                     | 「たそがれFeedback」       | 山川啓介     | 新田一郎 |
| 6.                     | 「Slapdash」               | -            | 奥慶一   |

| #   | タイトル                   | 作詞       | 作曲     |
| --- | -------------------------- | ---------- | -------- |
| 7.  | 「なんとなくスペクタクル」 | 篠塚満由美 | 西慎嗣   |
| 8.  | 「凍った太陽」             | 巻上公一   | 奥慶一   |
| 9.  | 「Elegant Lady」           | -          | 吉田俊之 |
| 10. | 「Needs」                  | 篠塚満由美 | 渡辺直樹 |
| 11. | 「Second Navigation」      | 山川啓介   | 岡本郭男 |

## 曲解説
1. Night Night Knight
アルバムからのシングルカット曲（A面）。なお、シングルでは曲の冒頭と末尾がカットされている。
2. Summertime Story
3. Paradise
奥慶一のファースト・ソロ・アルバム『ミスティ・モーニング』から流用された同曲のスペクトラム版。歌詞、アレンジが変更され、ホーン・アレンジがシカゴ風になっている。アルバムからのシングルカット曲（B面）。
4. Never Can Say Good-by
5. たそがれFeedback
6. Slapdash
アルバム恒例のインストゥルメンタル。
7. なんとなくスペクタクル
タイトル、多数の注釈が付けられた歌詞が当時流行した、田中康夫のデビュー作『なんとなく、クリスタル』のパロディーである。
8. 凍った太陽
9. Elegant Lady
スペクトラム全曲の中で、吉田俊之名義2曲のうちの一曲。アルバムのつなぎとしてのインストゥルメンタルである。
10. Needs
11. Second Navigation
ドラムスの岡本郭男名義の唯一の曲であり、唯一のボーカル曲。スペクトラム解散を示唆した曲で、アルバムのタイトル・チューンである。